# استفتاء تغيير اسم أوسيتيا الجنوبية 2017
في 9 أبريل 2017، تم إجراء استفتاء على تغيير اسم الإقليم في أوسيتيا الجنوبية بجانب الانتخابات الرئاسية. تمت الموافقة على الاستفتاء بنسبة 79,53% سيتم تعديل الدستور لتسمية الاسم الرسمي للبلاد من «جمهورية أوسيتيا الجنوبية» إلى «جمهورية أوسيتيا الجنوبية - دولة ألانيا»، في إشارة إلى ألانيا، الدولة التي بناها شعب ألان. ينحدر شعب أوسيتيا الحديث من شعب الألان مع أن اسم أوسيتيا هو من أصل جورجي (رغم أن جذر الكلمة الجورجي ოსი هو في حد ذاته من اسم ألاني).

## الخلفية
اقترح رئيس أوسيتيا الجنوبية ليونيد تيبيلوف في ديسمبر 2015، في خطوة نحو الاندماج مع الاتحاد الروسي، تغيير الاسم إلى «أوسيتيا الجنوبية-ألانيا» - قياسًا على "أوسيتيا الشمالية-ألانيا"، وهي جزء فيدرالي روسي. علاوة على ذلك، اقترح تيبيلوف إجراء استفتاء حول الانضمام إلى الاتحاد الروسي قبل أبريل 2017، مما سيؤدي إلى قيام «أوسيتيا – ألانيا» موحدة. في أبريل 2016، قال تيبيلوف إنه يعتزم إجراء الاستفتاء قبل أغسطس من ذلك العام. مع ذلك، وفي 30 مايو، أرجأ تيبيلوف الاستفتاء إلى ما بعد الانتخابات الرئاسية المقرر إجراؤها في أبريل 2017.

## النتائج
| بالموافقة                   | 25,123 | 79,53 |
| بالضد                       | 6466   | 20,47 |
| أصوات غير صالحة / فارغة     | 1842   | -     |
| المجموع                     | 33,361 | 100   |
| الناخبون المسجلون / الاقبال | 41,814 | 79,78 |
| المصدر: أوسيتيا الجنوبية    |        |       |